# Masawah
Masawah is een bestuurslaag in het regentschap Ciamis van de provincie West-Java, Indonesië. Masawah telt 4034 inwoners (volkstelling 2010).